# Temporada 2024 del Campeonato de Fórmula Regional de Medio Oriente
La temporada 2024 del Campeonato de Fórmula Regional de Medio Oriente fue la séptima edición de dicho campeonato y la segunda con el nuevo nombre. Se disputó entre los meses de enero y febrero de 2024.
El finlandés Tuukka Taponen se consagró campeón del Campeonato de Pilotos.

## Equipos y pilotos
| Equipo                        | N.º | Pilotos                  | Estado | Rondas |
| ----------------------------- | --- | ------------------------ | ------ | ------ |
| R-ace GP                      | 1   | Tuukka Taponen           | N      | Todas  |
| R-ace GP                      | 2   | Jesse Carrasquedo Jr.    | N      | Todas  |
| R-ace GP                      | 19  | Kanato Le                | N      | 4-5    |
| R-ace GP                      | 20  | Zachary David            | N      | Todas  |
| R-ace GP                      | 34  | Martinius Stenshorne     |        | 1-3    |
| Mumbai Falcons Racing Limited | 3   | Ugo Ugochukwu            | N      | Todas  |
| Mumbai Falcons Racing Limited | 8   | Rafael Câmara            |        | Todas  |
| Mumbai Falcons Racing Limited | 13  | James Wharton            | N      | Todas  |
| Mumbai Falcons Racing Limited | 23  | Arvid Lindblad           | N      | 1-3    |
| Xcel Motorsport               | 4   | Noah Lisle               | N      | Todas  |
| Xcel Motorsport               | 96  | Yaroslav Veselaho        | N      | Todas  |
| PHM AIX Racing                | 5   | Taylor Barnard           |        | Todas  |
| PHM AIX Racing                | 15  | Brando Badoer            | N      | Todas  |
| PHM AIX Racing                | 18  | Tasanapol Inthraphuvasak |        | Todas  |
| PHM AIX Racing                | 66  | Ruiqi Liu                | N      | Todas  |
| MP Motorsport                 | 6   | Bruno del Pino           |        | Todas  |
| MP Motorsport                 | 26  | Isaac Barashi            | N      | 3-5    |
| MP Motorsport                 | 47  | Nikhil Bohra             |        | Todas  |
| MP Motorsport                 | 55  | Valerio Rinicella        | N      | 1-2    |
| MP Motorsport                 | 77  | Emerson Fittipaldi Jr.   |        | Todas  |
| Saintéloc Racing              | 7   | Pedro Clerot             | N      | 1-2    |
| Saintéloc Racing              | 7   | Noah Strømsted           |        | 3      |
| Saintéloc Racing              | 14  | Matteo De Palo           | N      | 1-2    |
| Saintéloc Racing              | 14  | José Garfias             |        | 3-5    |
| Saintéloc Racing              | 44  | Théophile Naël           | N      | Todas  |
| Saintéloc Racing              | 74  | Enzo Peugeot             | N      | 4      |
| Pinnacle Motorsport           | 12  | Alexander Abkhazava      | N      | Todas  |
| Pinnacle Motorsport           | 64  | Mari Boya                |        | Todas  |
| Pinnacle Motorsport           | 69  | Fin Green                | N      | Todas  |
| Pinnacle Motorsport           | 99  | Giovanni Maschio         |        | Todas  |
| Evans GP                      | 17  | Edgar Pierre             | N      | 4-5    |
| Evans GP                      | 27  | John Bennett             | N      | Todas  |
| Evans GP                      | 43  | Costa Toparis            | N      | Todas  |
| R&B Racing                    | 22  | Wang Zhongwei            |        | Todas  |
| R&B Racing                    | 29  | Gao Yujia                |        | Todas  |
| Fuente:                       |     |                          |        |        |

| Icono | Estado |
| ----- | ------ |
| N     | Novato |

## Calendario
El calendario 2024 se anunció oficialmente el 21 de agosto de 2023. Las rondas de Kuwait Motor Town que aparecieron en la temporada 2023 fueron eliminadas del calendario, y el campeonato consistió únicamente en rondas celebradas en los Emiratos Árabes Unidos.
| Ronda   | Ronda | Circuito              | Fecha         |
| ------- | ----- | --------------------- | ------------- |
| 1       | C1    | Circuito Yas Marina 1 | 13 de enero   |
| 1       | C2    | Circuito Yas Marina 1 | 14 de enero   |
| 1       | C3    | Circuito Yas Marina 1 | 14 de enero   |
| 2       | C1    | Circuito Yas Marina 2 | 20 de enero   |
| 2       | C2    | Circuito Yas Marina 2 | 20 de enero   |
| 2       | C3    | Circuito Yas Marina 2 | 21 de enero   |
| 3       | C1    | Autódromo de Dubái 1  | 3 de febrero  |
| 3       | C2    | Autódromo de Dubái 1  | 3 de febrero  |
| 3       | C3    | Autódromo de Dubái 1  | 4 de febrero  |
| 4       | C1    | Circuito Yas Marina 3 | 9 de febrero  |
| 4       | C2    | Circuito Yas Marina 3 | 10 de febrero |
| 4       | C3    | Circuito Yas Marina 3 | 10 de febrero |
| 5       | C1    | Autódromo de Dubái 2  | 17 de febrero |
| 5       | C2    | Autódromo de Dubái 2  | 18 de febrero |
| 5       | C3    | Autódromo de Dubái 2  | 18 de febrero |
| Fuente: |       |                       |               |

## Resultados
| Ronda | Ronda | Ronda        | Pole Position  | Vuelta rápida            | Piloto ganador       | Equipo ganador                | Novato ganador |
| ----- | ----- | ------------ | -------------- | ------------------------ | -------------------- | ----------------------------- | -------------- |
| 1     | C1    | Yas Marina 1 | Taylor Barnard | Tasanapol Inthraphuvasak | Taylor Barnard       | PHM AIX Racing                | Tuukka Taponen |
| 1     | C2    | Yas Marina 1 |                | Taylor Barnard           | Arvid Lindblad       | Mumbai Falcons Racing Limited | Arvid Lindblad |
| 1     | C3    | Yas Marina 1 | Taylor Barnard | Martinius Stenshorne     | Martinius Stenshorne | R-ace GP                      | Ugo Ugochukwu  |
| 2     | C1    | Yas Marina 2 | Tuukka Taponen | Tuukka Taponen           | Tuukka Taponen       | R-ace GP                      | Tuukka Taponen |
| 2     | C2    | Yas Marina 2 |                | Mari Boya                | Théophile Naël       | Saintéloc Racing              | Théophile Naël |
| 2     | C3    | Yas Marina 2 | Tuukka Taponen | Tuukka Taponen           | Tuukka Taponen       | R-ace GP                      | Tuukka Taponen |
| 3     | C1    | Dubái 1      | Taylor Barnard | Tuukka Taponen           | Taylor Barnard       | PHM AIX Racing                | Tuukka Taponen |
| 3     | C2    | Dubái 1      |                | Mari Boya                | Nikhil Bohra         | MP Motorsport                 | Brando Badoer  |
| 3     | C3    | Dubái 1      | Rafael Câmara  | Rafael Câmara            | Rafael Câmara        | Mumbai Falcons Racing Limited | Tuukka Taponen |
| 4     | C1    | Yas Marina 3 | Taylor Barnard | Tuukka Taponen           | Taylor Barnard       | PHM AIX Racing                | Tuukka Taponen |
| 4     | C2    | Yas Marina 3 |                | Rafael Câmara            | Rafael Câmara        | Mumbai Falcons Racing Limited | Ugo Ugochukwu  |
| 4     | C3    | Yas Marina 3 | Tuukka Taponen | Tuukka Taponen           | Tuukka Taponen       | R-ace GP                      | Tuukka Taponen |
| 5     | C1    | Dubái 2      | Tuukka Taponen | Tuukka Taponen           | Tuukka Taponen       | R-ace GP                      | Tuukka Taponen |
| 5     | C2    | Dubái 2      |                | Tasanapol Inthraphuvasak | Taylor Barnard       | PHM AIX Racing                | James Wharton  |
| 5     | C3    | Dubái 2      | Tuukka Taponen | Tuukka Taponen           | Tuukka Taponen       | R-ace GP                      | Tuukka Taponen |

## Clasificaciones

### Sistema de puntuación
| Posición | 1.º | 2.º | 3.º | 4.º | 5.º | 6.º | 7.º | 8.º | 9.º | 10.º |
| Puntos   | 25  | 18  | 15  | 12  | 10  | 8   | 6   | 4   | 2   | 1    |

### Campeonato de Pilotos
| Pos. | Piloto                   | YMC1 | YMC1 | YMC1 | YMC2 | YMC2 | YMC2 | DUB1 | DUB1 | DUB1 | YMC3 | YMC3 | YMC3 | DUB2 | DUB2 | DUB2 | Puntos |
| ---- | ------------------------ | ---- | ---- | ---- | ---- | ---- | ---- | ---- | ---- | ---- | ---- | ---- | ---- | ---- | ---- | ---- | ------ |
| 1    | Tuukka Taponen           | 2    | 6    | 4    | 1    | 4    | 1    | 2    | 7    | 2    | 2    | 5    | 1    | 1    | 5    | 1    | 255    |
| 2    | Taylor Barnard           | 1    | 8    | 1    | 16   | 22†  | 3    | 1    | 8    | 4    | 1    | 14   | 5    | 8    | 1    | 9    | 176    |
| 3    | Rafael Câmara            | 5    | Ret  | Ret  | 4    | 6    | 13   | 4    | 5    | 1    | 9    | 1    | 6    | 4    | 13   | 8    | 128    |
| 4    | Zachary David            | 8    | 2    | 10   | 6    | Ret  | 10   | 11   | 15   | Ret  | 4    | 3    | 3    | 2    | 6    | 4    | 112    |
| 5    | Mari Boya                | 6    | 7    | 5    | 3    | 3    | 26†  | 3    | 6    | Ret  | NC   | 10   | 4    | 7    | 7    | 5    | 112    |
| 6    | James Wharton            | 4    | 24   | 7    | 5    | Ret  | 5    | 28†  | 12   | 5    | 5    | 4    | 2    | 6    | 3    | 11   | 111    |
| 7    | Ugo Ugochukwu            | 16   | 11   | 3    | 10   | Ret  | 7    | 6    | 4    | 9    | 6    | 2    | Ret  | 3    | 4    | 6    | 105    |
| 8    | Martinius Stenshorne     | 3    | 3    | 2    | 2    | 5    | 4    | 5    | 9    | 19   |      |      |      |      |      |      | 100    |
| 9    | Tasanapol Inthraphuvasak | 7    | 5    | Ret  | 9    | 2    | 14   | 8    | 2    | 8    | 15   | 13   | 8    | 9    | 2    | Ret  | 86     |
| 10   | Brando Badoer            | Ret  | 21   | 11   | 11   | 8    | 9    | 7    | 3    | 3    | Ret  | 15   | 7    | 5    | 25   | 2    | 76     |
| 11   | Théophile Naël           | 13   | 10   | 6    | 8    | 1    | 2    | 10   | Ret  | 10   | Ret  | Ret  | 12   | Ret  | 9    | 3    | 75     |
| 12   | Nikhil Bohra             | 14   | 16   | 13   | 12   | Ret  | 8    | 9    | 1    | 7    | 8    | 6    | 22†  | Ret  | 12   | Ret  | 49     |
| 13   | Arvid Lindblad           | 10   | 1    | 8    | 15   | 9    | 27†  | 15   | 10   | 24†  |      |      |      |      |      |      | 33     |
| 14   | Costa Toparis            | 21   | 25   | 18   | 14   | 18   | Ret  | 12   | 14   | 21   | 3    | 8    | 9    | 14   | 15   | 12   | 21     |
| 15   | Alexander Abkhazava      | 9    | 4    | 16   | Ret  | 15   | 16   | 20   | 17   | 18   | 7    | Ret  | 23†  | 15   | Ret  | 16   | 20     |
| 16   | Bruno del Pino           | 17   | 9    | 12   | 17   | 12   | 19   | 13   | 13   | 6    | 10   | Ret  | 10   | 26   | 14   | 7    | 18     |
| 17   | Valerio Rinicella        | 11   | 26†  | 15   | 13   | 7    | 6    |      |      |      |      |      |      |      |      |      | 14     |
| 18   | Matteo De Palo           | 15   | 14   | 9    | 7    | 16   | 15   |      |      |      |      |      |      |      |      |      | 8      |
| 19   | Noah Lisle               | 19   | 12   | 17   | 20   | 10   | 11   | 14   | 11   | 11   | 11   | 7    | 11   | 27   | 24   | 14   | 7      |
| 20   | Emerson Fittipaldi Jr.   | 20   | 18   | DSQ  | 26   | Ret  | 12   | 21   | 22   | 13   | 17   | 11   | 15   | 10   | 8    | 19   | 5      |
| 21   | Giovanni Maschio         | 23   | 20   | 25†  | 18   | 23   | 17   | 24   | 23†  | 15   | 12   | 9    | Ret  | 19   | 19   | 20   | 2      |
| 22   | Kanato Le                |      |      |      |      |      |      |      |      |      | 19   | Ret  | Ret  | 11   | 10   | 13   | 1      |
| 23   | John Bennett             | 12   | 13   | 19   | DNS  | 13   | 22   | 18   | 24†  | 12   | 20   | 16   | Ret  | 18   | 16   | 10   | 1      |
| 24   | Jesse Carrasquedo Jr.    | 24   | 19   | 14   | 19   | 11   | 24   | 23   | 19   | 25   | 14   | DNS  | 16   | 13   | 21   | 15   | 0      |
| 25   | Enzo Peugeot             |      |      |      |      |      |      |      |      |      | 16   | 12   | Ret  | 12   | 11   | 17   | 0      |
| 26   | Liu Ruiqi                | 22   | 15   | 21   | 24   | 20   | 18   | 19   | Ret  | 17   | 13   | 21   | 13   | 17   | Ret  | 24   | 0      |
| 27   | José Garfias             |      |      |      |      |      |      | 17   | Ret  | 14   | 25†  | 17   | 14   | 16   | 17   | 18   | 0      |
| 28   | Pedro Clerot             | 18   | 17   | Ret  | 21   | 14   | Ret  |      |      |      |      |      |      |      |      |      | 0      |
| 29   | Noah Strømsted           |      |      |      |      |      |      | 16   | 16   | Ret  |      |      |      |      |      |      | 0      |
| 30   | Isaac Barashi            |      |      |      |      |      |      | 22   | Ret  | 16   | 18   | 18   | 19   | 21   | Ret  | Ret  | 0      |
| 31   | Gao Yujia                | 26   | 22   | 22   | 22   | 17   | 21   | 25   | 18   | 23   | 21   | Ret  | 17   | 20   | 18   | 23   | 0      |
| 32   | Edgar Pierre             |      |      |      |      |      |      |      |      |      | 22   | Ret  | 18   | 23   | 20   | 21   | 0      |
| 33   | Yaroslav Veselaho        | 25   | 23   | 20   | 23   | Ret  | 25†  | 27   | 21   | 20   | 24   | 19   | 21   | 22   | Ret  | Ret  | 0      |
| 34   | Finley Green             | DNS  | Ret  | 23   | Ret  | 19   | 20   | WD   | WD   | WD   | Ret  | Ret  | 20   | 25   | 22   | Ret  | 0      |
| 35   | Wang Zhongwei            | 27   | Ret  | 24†  | 25   | 21   | 23   | 26   | 20   | 22   | 23   | 20   | Ret  | 24   | 23   | 22   | 0      |
| Pos. | Piloto                   | YMC1 | YMC1 | YMC1 | YMC2 | YMC2 | YMC2 | DUB1 | DUB1 | DUB1 | YMC3 | YMC3 | YMC3 | DUB2 | DUB2 | DUB2 | Puntos |

| Color     | Resultado                                                               |
| --------- | ----------------------------------------------------------------------- |
| Oro       | Ganador                                                                 |
| Plata     | 2.ª plaza                                                               |
| Bronce    | 3.ª plaza                                                               |
| Verde     | Finalizó en los puntos                                                  |
| Azul      | Finalizó sin puntos                                                     |
| Azul      | NC - No clasificado                                                     |
| Violeta   | Ret - No terminó (Carrera)                                              |
| Rojo      | DNQ - No se clasificó                                                   |
| Negro     | DSQ - Descalificado                                                     |
| Blanco    | DNS - No empezó (carrera)                                               |
| Blanco    | WD - Retirado (fin de semana)                                           |
| Blanco    | C - Carrera cancelada                                                   |
| Sin color | DNP - Inscrito pero no participó                                        |
| Sin color | INJ - Lesionado                                                         |
| Sin color | EX - Excluido                                                           |
| Estado    | Resultado                                                               |
| Negrita   | Pole position                                                           |
| Cursiva   | Vuelta rápida                                                           |
| †         | Abandona, pero clasifica al completar el porcentaje requerido para ello |

### Copa de Novatos
| Pos. | Piloto                | YMC1 | YMC1 | YMC1 | YMC2 | YMC2 | YMC2 | DUB1 | DUB1 | DUB1 | YMC3 | YMC3 | YMC3 | DUB2 | DUB2 | DUB2 | Puntos |
| ---- | --------------------- | ---- | ---- | ---- | ---- | ---- | ---- | ---- | ---- | ---- | ---- | ---- | ---- | ---- | ---- | ---- | ------ |
| 1    | Tuukka Taponen        | 1    | 4    | 2    | 1    | 2    | 1    | 1    | 3    | 1    | 1    | 4    | 1    | 1    | 3    | 1    | 315    |
| 2    | Ugo Ugochukwu         | 10   | 6    | 1    | 6    | Ret  | 5    | 2    | 2    | 4    | 5    | 1    | Ret  | 3    | 2    | 5    | 178    |
| 3    | James Wharton         | 2    | 15   | 4    | 2    | Ret  | 3    | 16   | 6    | 3    | 4    | 3    | 2    | 5    | 1    | 7    | 172    |
| 4    | Zachary David         | 3    | 2    | 7    | 3    | Ret  | 7    | 5    | 8    | Ret  | 3    | 2    | 3    | 2    | 4    | 4    | 164    |
| 5    | Théophile Naël        | 8    | 5    | 3    | 5    | 1    | 2    | 4    | Ret  | 5    | Ret  | Ret  | 7    | Ret  | 5    | 3    | 135    |
| 6    | Brando Badoer         | Ret  | 13   | 8    | 7    | 4    | 6    | 3    | 1    | 2    | Ret  | 8    | 4    | 4    | 14   | 2    | 134    |
| 7    | Arvid Lindblad        | 5    | 1    | 5    | 10   | 5    | 16†  | 7    | 4    | 13†  |      |      |      |      |      |      | 74     |
| 8    | Noah Lisle            | 12   | 7    | 12   | 12   | 6    | 8    | 8    | 5    | 6    | 7    | 5    | 6    | 17   | 13   | 10   | 65     |
| 9    | Costa Toparis         | 13   | 16   | 13   | 9    | 12   | Ret  | 6    | 7    | 12   | 2    | 6    | 5    | 9    | 8    | 8    | 62     |
| 10   | Alexander Abkhazava   | 4    | 3    | 11   | Ret  | 10   | 10   | 12   | 10   | 9    | 6    | Ret  | 14†  | 10   | Ret  | 12   | 41     |
| 11   | Valerio Rinicella     | 6    | 17†  | 10   | 8    | 3    | 4    |      |      |      |      |      |      |      |      |      | 40     |
| 12   | John Bennett          | 7    | 8    | 14   | DNS  | 8    | 13   | 10   | 13†  | 10   | 13   | 9    | Ret  | 12   | 9    | 6    | 28     |
| 13   | Matteo De Palo        | 9    | 9    | 6    | 4    | 11   | 9    |      |      |      |      |      |      |      |      |      | 26     |
| 14   | Enzo Peugeot          |      |      |      |      |      |      |      |      |      | 10   | 7    | Ret  | 7    | 7    | 13   | 19     |
| 15   | Kanato Le             |      |      |      |      |      |      |      |      |      | 12   | Ret  | Ret  | 6    | 6    | 9    | 18     |
| 16   | Jesse Carrasquedo Jr. | 15   | 12   | 9    | 11   | 7    | 14   | 14   | 11   | 14   | 9    | DNS  | 9    | 8    | 11   | 11   | 16     |
| 17   | Liu Ruiqi             | 14   | 10   | 16   | 15   | 14   | 11   | 11   | Ret  | 8    | 8    | 12   | 8    | 11   | Ret  | 15   | 13     |
| 18   | Isaac Barashi         |      |      |      |      |      |      | 13   | Ret  | 7    | 11   | 10   | 11   | 13   | Ret  | Ret  | 7      |
| 19   | Noah Strømsted        |      |      |      |      |      |      | 9    | 9    | Ret  |      |      |      |      |      |      | 4      |
| 20   | Pedro Clerot          | 11   | 11   | Ret  | 13   | 9    | Ret  |      |      |      |      |      |      |      |      |      | 2      |
| 21   | Edgar Pierre          |      |      |      |      |      |      |      |      |      | 14   | Ret  | 10   | 15   | 10   | 14   | 2      |
| 22   | Yaroslav Veselaho     | 16   | 14   | 15   | 14   | Ret  | 15   | 15   | 12   | 11   | 15   | 11   | 13   | 14   | Ret  | Ret  | 0      |
| 23   | Finley Green          | DNS  | Ret  | 17   | Ret  | 13   | 12   | WD   | WD   | WD   | Ret  | Ret  | 12   | 16   | 12   | Ret  | 0      |
| Pos. | Piloto                | YMC1 | YMC1 | YMC1 | YMC2 | YMC2 | YMC2 | DUB1 | DUB1 | DUB1 | YMC3 | YMC3 | YMC3 | DUB2 | DUB2 | DUB2 | Puntos |

### Campeonato de Equipos
| Pos. | Equipo                        | Puntos |
| ---- | ----------------------------- | ------ |
| 1    | R-ace GP                      | 410    |
| 2    | PHM AIX Racing                | 240    |
| 3    | Mumbai Falcons Racing Limited | 223    |
| 4    | Pinnacle Motorsport           | 118    |
| 5    | Saintéloc Racing              | 83     |
| 6    | MP Motorsport                 | 81     |
| 7    | Evans GP                      | 22     |
| 8    | Xcel Motorsport               | 7      |
| 9    | R&B Racing                    | 0      |

### Citas
1. ↑  Hytönen, Annika (17 de febrero de 2024). «Tuukka Taponen, 17, voitti Formula Regional -mestaruuden». hs.fi.com (en finés). Consultado el 17 de febrero de 2024.
2. 1 2 3 4 5 6 7  «Spotlight on Middle East as formula for success returns in 2024 - FR Middle East Championship Certified by FIA». en.fregionalme.com. Consultado el 22 de noviembre de 2023.
3. ↑  Wood, Ida (7 de diciembre de 2024). «Ferrari junior Tuukka Taponen steps up to FRegional with R-ace GP». Formula Scout (en inglés estadounidense). Consultado el 7 de diciembre de 2024.
4. 1 2 3  «Feeder Series on X: "NEWS | 🇦🇪 Here is the provisional entry list for the FRMEC season opener at Yas Marina this weekend!"». X. 8 de enero de 2024. Consultado el 8 de enero de 2024.
5. ↑  «Formula Regional Middle East Championship Talent Showcase set for 2024 Season - FR Middle East Championship Certified by FIA». en.fregionalme.com. Consultado el 10 de enero de 2024.
6. 1 2 3 4 5  «PREMA Racing set for early 2024 FRMEC, F4 UAE efforts». Prema Racing (en inglés). 8 de enero de 2024. Consultado el 8 de enero de 2024.
7. 1 2  «Feeder Series on X: "NEWS | 🇦🇪 Here is the provisional entry list for the FRMEC season opener at Yas Marina this weekend!"». X. 8 de enero de 2024. Consultado el 8 de enero de 2024.
8. ↑  @phm.racing (2 de diciembre de 2023). «🚨 ANNOUNCEMENT 🚨Last but definitely not least: A very old face remains loyal to PHM Racing - Welcome back home, @taylorbarnard1!». Consultado el 2 de diciembre de 2023 – via Instagram.
9. ↑  «PHM Racing on Instagram: "ANNOUNCEMENT 🚨Next news: @brandobadoer will also drive for PHM Racing in the upcoming @formularegionalme season"». Instagram. 30 de noviembre de 2023. Consultado el 30 de noviembre de 2023.
10. ↑  @phm.racing (25 de noviembre de 2023). «🚨 ANNOUNCEMENT 🚨Formula Regional Middle East announcement No. 2:Welcome (back) to the team, @tasanapol_» – via Instagram.
11. ↑  «PHM Racing on Instagram: "PHM Racing is happy to announce @ruiqiliu66 for the upcoming @formularegionalme season 2024."». Instagram. 22 de noviembre de 2023. Consultado el 22 de noviembre de 2023.
12. ↑  «Feeder Series on X: "NEWS | 🇦🇪 Here is the provisional entry list for the FRMEC season opener at Yas Marina this weekend!"». X. 8 de enero de 2024. Consultado el 8 de enero de 2024.
13. ↑  Wood, Ida (4 de enero de 2024). «MP Motorsport signs Nikhil Bohra for FRegional Europe and Middle East». Formula Scout (en inglés estadounidense). Consultado el 4 de enero de 2024.
14. 1 2  «Feeder Series on X: "NEWS | 🇦🇪 Here is the provisional entry list for the FRMEC season opener at Yas Marina this weekend!"». X. 8 de enero de 2024. Consultado el 8 de enero de 2024.
15. 1 2 3  «Saintéloc Racing on Instagram: "Saintéloc Racing is happy to announce its participation to the FRMEC and F4 UAE championships this year!"». Instagram. 4 de enero de 2024. Consultado el 4 de enero de 2024.
16. 1 2  Wood, Ida (30 de enero de 2024). «Sainteloc changes its FRME and F4 UAE line-ups for round three in Dubai». FormulaScout.com (en inglés). Consultado el 30 de enero de 2024.
17. 1 2 3 4  Wood, Ida (6 de enero de 2024). «Pinnacle Motorsport reveals four-car line-up for FRegional Middle East». Formula Scout (en inglés estadounidense). Consultado el 6 de enero de 2024.
18. ↑  GP, Evans (4 de agosto de 2023). «Evans GP Returns to Asian Motorsports for 2023 & 2024 Championships». Evans GP | Official Web Site | Motorsport Team (en inglés estadounidense). Consultado el 21 de agosto de 2023.
19. ↑  Evans, Joshua (24 de octubre de 2023). «Evans GP Signs John Bennett for 2024 Formula Regional Middle East Championship». Evans GP | Official Web Site | Motorsport Team (en inglés estadounidense). Consultado el 24 de octubre de 2023.
20. ↑  GP, Evans (3 de septiembre de 2023). «Evans GP Welcomes Australian Karting Champion Costa Toparis». Evans GP | Official Web Site | Motorsport Team (en inglés estadounidense). Consultado el 3 de septiembre de 2023.
21. 1 2  «Feeder Series on X: "NEWS | 🇦🇪 Here is the provisional entry list for the FRMEC season opener at Yas Marina this weekend!"». X. 8 de enero de 2024. Consultado el 8 de enero de 2024.
22. ↑  «CAR - FR Middle East Championship Certified by FIA». en.fregionalme.com. Consultado el 11 de enero de 2024.
23. ↑  «Compact calendar announced for second season of Formula Regional Middle East Championship - FR Middle East Championship Certified by FIA». en.fregionalme.com. Consultado el 4 de enero de 2024.

- Datos: Q122227009